# Eric Johnson
Eric Johnson (Austin, 17 de agosto de 1954) es un guitarrista estadounidense de rock instrumental, aunque en sus grabaciones incorpora elementos de jazz fusión, New Age y country. Es considerado uno de los más virtuosos guitarristas de su género y la revista Guitar Player lo llamó "uno de los guitarristas más respetados del planeta".

## Biografía

### Primeros años
Eric Johnson nació en Austin (Texas, EE. UU.), en una familia inclinada hacia la música, por lo que desde el comienzo se vio influenciado por el blues y el country, aunque esto no impediría que tuviera también sus miras en otros estilos de música.

### Carrera
A los 16 años comenzó su carrera profesional como músico en la banda Mariani. Su publicación de cien copias de un álbum de demostración fue uno de los más raros de todas las grabaciones psicodélicas de aquella época. En 1974 se unió a la banda The Electromagnets, que en otoño de ese mismo año grabó su LP homónimo, y con quienes continuaría hasta su ruptura en 1977.
Entre 1976 y 1978 trabajó en el álbum Seven Worlds, que no saldría a la luz hasta 1998. Uno de los momentos clave en la carrera de Johnson se produjo cuando, tras ver su intervención en un programa de televisión llamado Austin City Limits, Prince lo recomendó a su compañía, Warner Bros. Records. Reprise Records, subsidiaria de la Warner, contrató a Eric y en abril del 1986 lanzaría su primer álbum en solitario, Tones, que destacó por la abundancia de solos de guitarra. El tema Zap fue nominado en los premios Grammy a la mejor canción de rock instrumental. Johnson empezaba a cobrar importancia en las revistas musicales como un excepcional guitarrista y compositor.

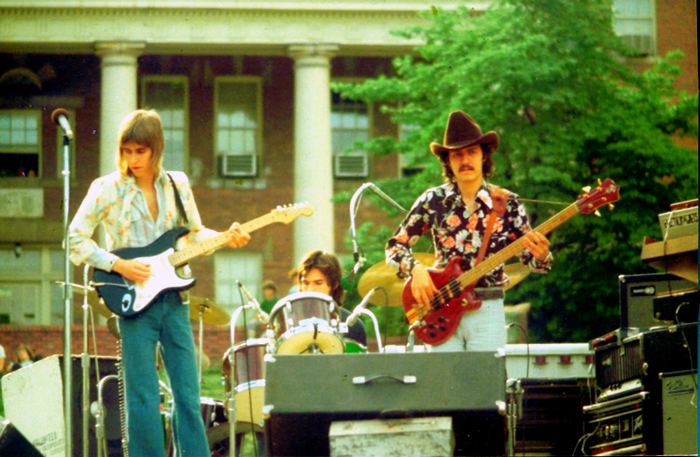
The Electromagnets con Eric Johnson tocando en la Universidad Estatal de Carolina del Norte en Raleigh, North Carolina, el 11 de abril de 1976.

Antes de volver a grabar y lanzar su siguiente disco se cambió a la discográfica Capitol Records, con la que lanzaría en marzo de 1990, Ah Via Musicom. El disco logra una gran aceptación, en especial el tema Cliffs of Dover, que alcanza el quinto lugar en las listas estadounidenses y ganaría el premio Grammy a la mejor canción de rock instrumental. Este disco daría a Eric la distinción de ser el primer artista en tener tres canciones instrumentales, provenientes de un mismo disco, en los Top 10. Eric estuvo 3 años de promoción en carretera y después hizo una gira con B.B. King y contribuyó en discos de Chet Atkins y Dweezil Zappa.
No menos importante fue su siguiente álbum, Venus Isle, de (1996), para el que asumió también las labores de teclista y productor. El disco presenta a un Johnson espléndido, tanto vocal como instrumentalmente. Las canciones instrumentales más notables de este disco son Manhattan y S.R.V, tributo a su paisano y leyenda de la guitarra, Stevie Ray Vaughan. La promoción del disco se realizó con el exitoso G3 tour, donde comparte cartel con sus amigos y también virtuosos Joe Satriani y Steve Vai.
Uno de los proyectos paralelos favoritos de Eric es el trío musical de blues Alien Love Child, el cual lanzó en el año 2000 el disco Live and Beyond con la compañía discográfica Favored Nations, cuyo dueño es Steve Vai. La canción Rain fue nominada en los Grammy como mejor canción de pop instrumental.
En el año 2002 lanzó el disco Souvenirs, una colección de doce canciones previamente no lanzadas, que incluye demos y actuaciones en directo. En el 2005 lanzó su disco Bloom y en enero de ese mismo año presentó junto a la compañía Fender su propia línea de guitarras Stratocaster.
En el año 2006, para festejar los diez años del G3, Johnson participó junto a John Petrucci y Joe Satriani.
en 2014 Johnson inicio junto al guitarrista Mike Stern el tour The Eclectic Guitar Tour a partir del 6 de noviembre y juntos han sacado un nuevo álbum en agosto del mismo año.

## Guitarras
Las guitarras más usadas por Johnson son la Fender Stratocaster y Gibson ES-335. La marca Fender sacó al mercado dos modelos Signature, en especial uno de ellos el Fender Eric Johnson Stratocaster, con el mástil de arce, que llegó a ser uno de los modelos Signature Stratocaster más conocidos del mercado junto a los modelos de Eric Clapton, Ritchie Blackmore y Stevie Ray Vaughan.

## Vida personal
Ha expresado en muchas ocasiones ser un admirador de Jimi Hendrix además de participar en una serie de conciertos conocidos como Experience Hendrix Tour junto a Buddy Guy, Zakk Wylde y Jonny Lang para homenajear al difunto guitarrista. También ha expresado su creencia en Dios y es conocido por ser vegetariano y tener la costumbre de no beber alcohol además de ser un músico perfeccionista.

## Discografía

### En solitario
- Seven Worlds (1978)
- Tones (1986)
- Ah Via Musicom (1990)
- Venus Isle (1996)
- Souvenir (2002)
- Bloom (2005)
- Live from Austin, TX (2005)
- Up Close (2010)
- ECLECTIC (Junto a Mike Stern) (2014)
- EJ (2016)
- Collage (2017)
- EJ Vol II (2020)

### En grupo
- Perpetuum Mobile (1970), con Mariani.
- Electromagnets (1975), con Electromagnets.
- Makin Whoopie (2000), (Bluejay Records) con Nat Simpkins, Dave Braham, Cecil Brooks III y Harold Jones.
- Live and Beyond (2000), (Favored Nations Records), con Alien Love Child.
- Electromagnets 2 (2006), (Vortexan Records), con Electromagnets.
- G3
- The Washing Away Of Wrong (2007), con John5 del álbum "The Devil Knows My Name".
- Cliffs of Dover (1988), con Kyle Brock y Tommy Taylor